# Autoped Company of America

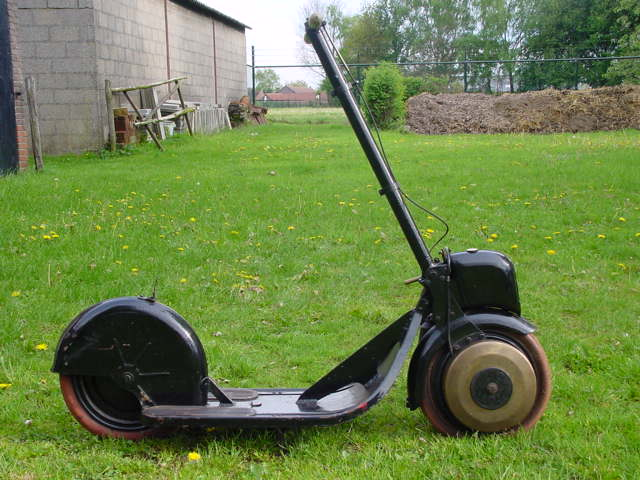
Autoped

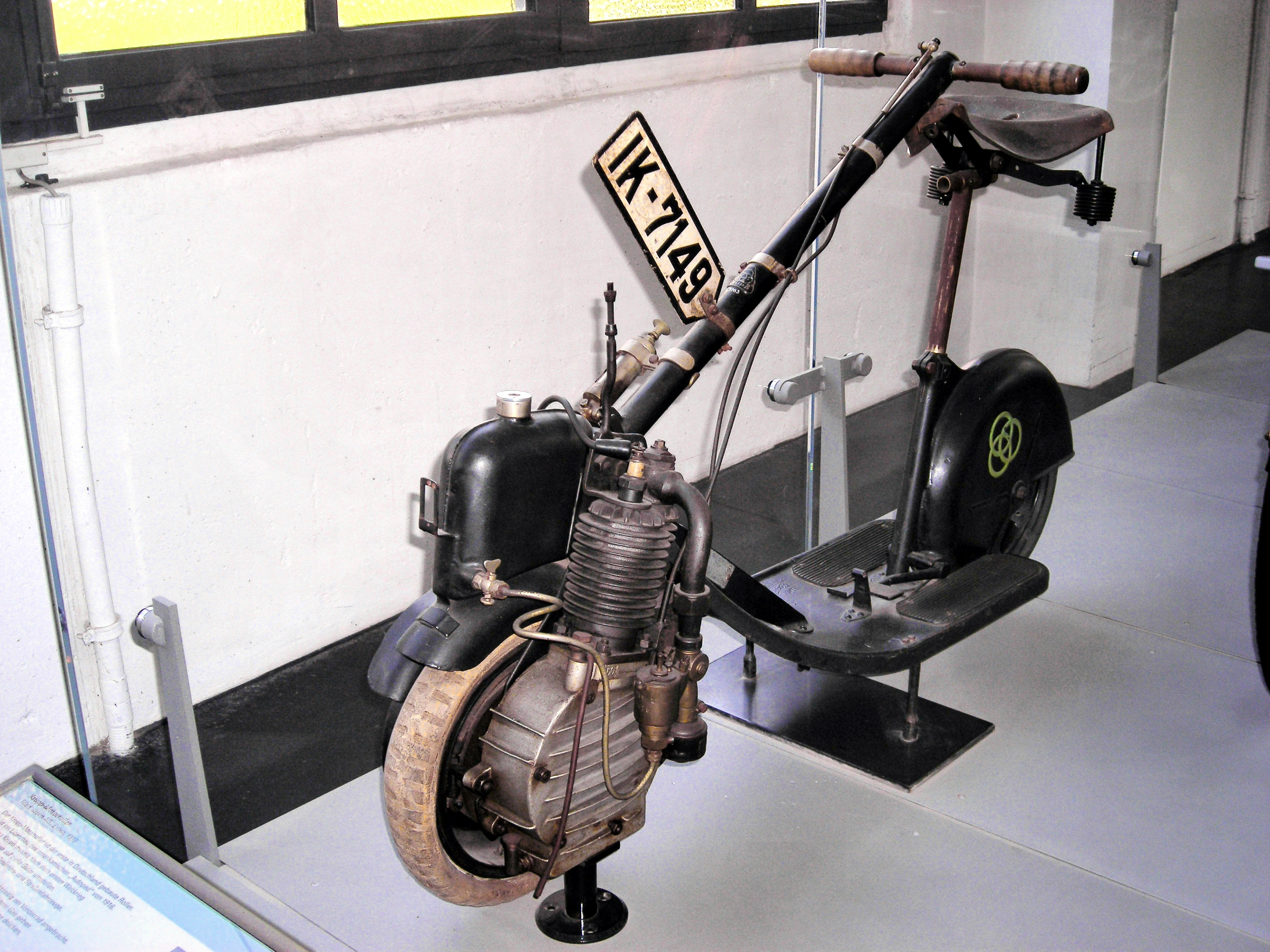
Lizenzprodukt: Krupp-Roller mit Sattel

Autoped Company of America war ein US-amerikanischer Hersteller von Krafträdern.

## Unternehmensgeschichte
Das Unternehmen wurde 1913 in New York City gegründet. 1915 begann die Produktion von Motorrollern. Der Markenname lautete Autoped. 1921 endete die Produktion.
Imperial Motor Industries aus London, Fried. Krupp Motoren- und Kraftwagenfabriken aus Essen und Česká automobilová společnost aus Prag fertigten das einzige Modell in Lizenz, teilweise überarbeitet.

## Fahrzeuge
Das einzige Modell war eine Art minimalistischer Motorroller zum stehenden Fahren einer Person.
Das Fahrzeug wurde von Arthur Hugo Cecil Gibson entworfen und 1915 patentiert. Gibson war ein gebürtiger Brite aus der Umgebung von London, der 1906 in die USA kam und in New York und New Jersey als Ingenieur und Erfinder tätig war. Er arbeitete an der Entwicklung von Verbrennungsmotoren und in der Luftfahrt, vermutlich auch für das Kriegsministerium seines Landes. Als technischer Gutachter für die Association of Licensed Automobile Manufacturers (A.L.A.M.) im Selden-Patentstreit (1899–1911) erreichte er einige Bekanntheit.
Mit der Gibson Mon-Auto Company machte er sich kurze Zeit selbständig und stellte ein gleichnamiges Mini-Motorrad her.
Danach arbeitete er mit der Requa-Coles Company (später Requa-Gibson) zusammen, einem Unternehmen, das in der Luftfahrt tätig war. Für dieses entwickelte er einen nur gut 90 kg schweren V2-Flugmotor mit 50 bhp Leistung. Unter seinen weiteren Patenten finden sich ein Propeller, ein „Manograph“ (wortinterpretiert: Druckschreiber) zum Untersuchen der Verbrennung in Motorenzylindern oder auch Automobil-Anzeigeinstrumente.
Ende 1913 hatte er das Autoped fertiggestellt, dessen Design er 1914 und als verbesserte Version 1915 patentieren ließ.
Das Kraftfahrzeug ist besonders leicht und kompakt und transportiert den stehenden Fahrer, der eine Lenkstange hält. Im Unterschied zu einem Motorroller hat ein Autoped keinen Sitz und ist wesentlich schwächer motorisiert. Es ist ein Individual-Kraftfahrzeug für  Kurzstrecken, eher in Städten.
Der Einzylinder-Viertaktmotor mit 155 cm³ Hubraum und 2,25 bhp Leistung ist mit Kurbelgehäuse und Getriebe innerhalb des Vorderrads situiert. Der Zylinder mit Kühlrippen steht links oben vor, etwas höher als der Radreifen. Der Treibstofftank sitzt oberhalb des vorderen Kotblechs.
Das Fahrzeug wiegt 43,5 kg, die zwei mit etwa 85 cm Radstand hintereinander stehenden Räder mit Luftreifen haben etwa 30 cm Außendurchmesser.
Die Lenksäule ist etwa 22 Grad nach hinten geneigt, was dafür sorgt, dass der Fahrer weiter hinten am Stehbrett steht, wodurch die Räder etwa gleichmäßig gewichtsbelastet werden und das Fahrzeug eine beim Bremsen (mit dem Vorderrad, bergab) wichtige Stabilität gegen Kippen über das Vorderrad erhält.
Zumindest beim Nachbau von Krupp findet sich eine für das Verstauen platzsparend nach hinten klappbare Lenksäule wie auch bei heutigen Tretrollern, E-Scootern und Falträdern.
Ein erhaltenes Fahrzeug von etwa 1918 gehört zur Sammlung des National Museum of American History.
Auch in der Dauerausstellung historischer Motorräder und Kraftfahrzeuge in der Classic Remise Düsseldorf war im August 2025 ein Exemplar von Krupp zu sehen.